# Mulciber ruficornis
Mulciber ruficornis är en skalbaggsart som beskrevs av Stefan von Breuning 1958. Mulciber ruficornis ingår i släktet Mulciber och familjen långhorningar. Inga underarter finns listade i Catalogue of Life.